# Mauvais genres
Mauvais genres je francouzsko-belgický hraný film z roku 2001, který režíroval Francis Girod podle románu Transfixions od Brigitte Aubert. Snímek měl světovou premiéru dne 8. srpna 2001.

## Děj
V Bruselu komisař Huysmans vyšetřuje případ sériového vraha, který se útočí na prostitutky a transvestity.

## Obsazení
| Richard Bohringer  | komisař Huysmans  |
| Robinson Stévenin  | Bo                |
| Stéphane Metzger   | Johnny            |
| William Nadylam    | Maëva             |
| Frédéric Pellegeay | Alex              |
| Ginette Garcin     | Louisette Vincent |
| Stéphane De Groodt | Pryzuski          |
| Charlie Dupont     | Courtois          |
| Gaëtan Wenders     | ošetřovatel       |
| Veronica Novak     | Elvire            |
| Micheline Presle   | Violette Ancelin  |
| Marcel Dossogne    | profesor Ancelin  |
| Thibaut Corrion    | Marlène           |
| Cathy Boquet       | Charlotte         |
| Élie Lison         | Antoine           |

## Ocenění
- César: nejslibnější herec (Robinson Stévenin)